# Muids
Muids je francouzská obec v departementu Eure v regionu Normandie. Leží na pravém břehu řeky Seiny. V roce 2010 zde žilo 861 obyvatel.

## Vývoj počtu obyvatel
Počet obyvatel 